# Abellio Rail

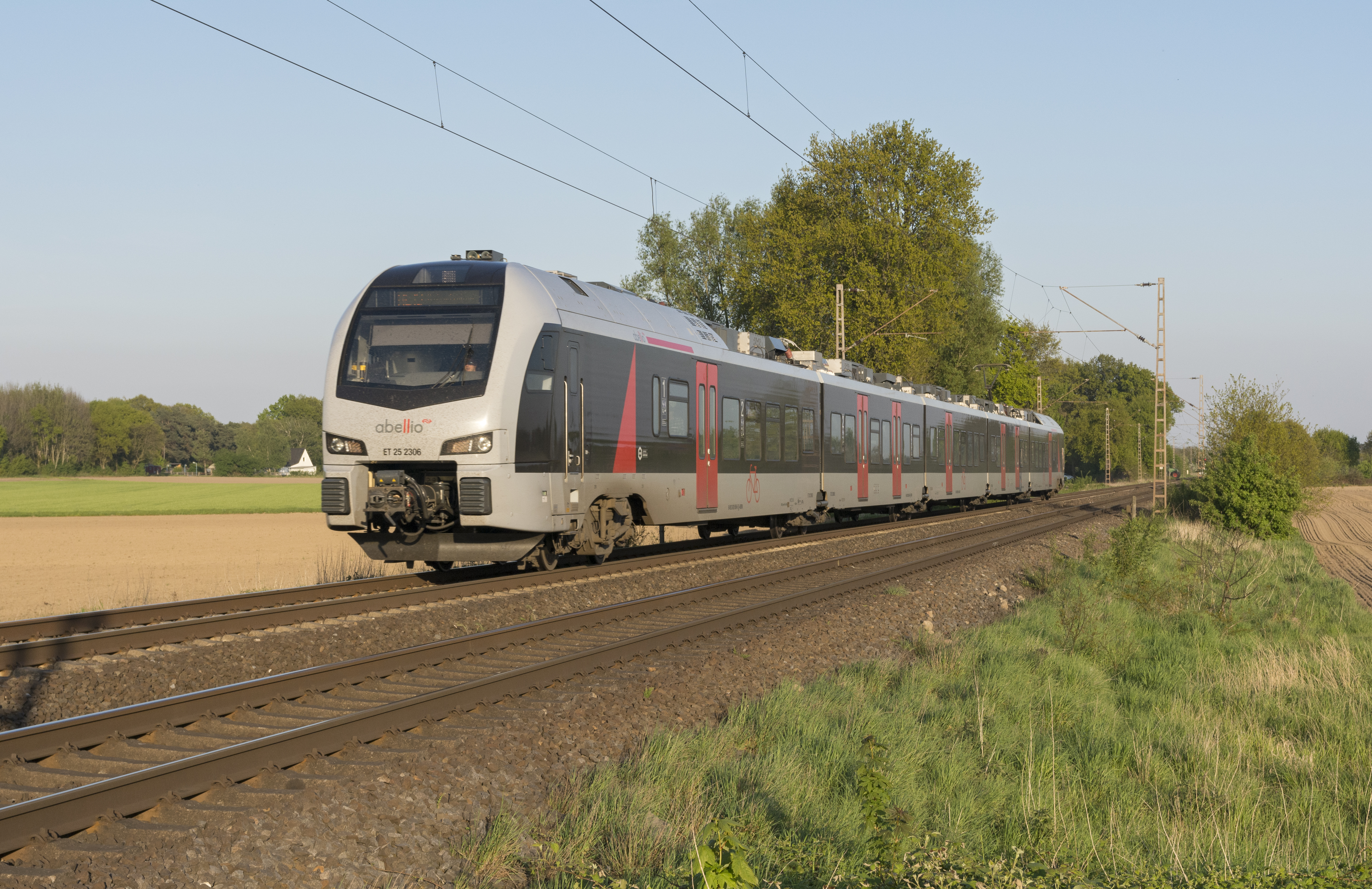
Ein FLIRT3 als RE 19 nach Arnhem Centraal in Mehrhoog

Die Abellio Rail GmbH (bis Dezember 2020 Abellio Rail NRW GmbH, ABRN) mit Sitz in Hagen ist ein sich seit 2021 im Insolvenzverfahren befindendes Eisenbahnverkehrsunternehmen, das vom 11. Dezember 2005 bis zum 31. Januar 2022 Bahnlinien im Regionalverkehr in Nordrhein-Westfalen betrieben hat. Das Netz von Abellio Rail NRW umfasste im Juni 2020 über 20 Millionen Zugkilometer mit Linien nach Hessen und den Niederlanden.
Aufgrund der Insolvenz des Unternehmens vergaben die Aufgabenträger zum 1. Februar 2022 die von Abellio erbrachten Verkehrsleitungen an andere Unternehmen.

## Unternehmensgeschichte
Die Gesellschaft ist eine einhundertprozentige Tochtergesellschaft der Abellio GmbH mit Sitz in Berlin, die wiederum ein Tochterunternehmen der Abellio Transport Holding B.V. ist, die sich in Besitz der niederländischen Staatsbahn, Nederlandse Spoorwegen (NS), befindet. Sie zählt daher zu den nichtbundeseigenen Eisenbahnen. Gegründet wurde Abellio Rail NRW am 6. September 2005, damals noch als Schwesterunternehmen der Essener Verkehrs-AG (EVAG).
Finanzielle Probleme stellten ab 2020 den Betrieb infrage und führten Ende Juni 2021 zu einem Schutzschirm-Insolvenzverfahren. Am 1. Februar 2022 hob das Amtsgericht Charlottenburg als zuständiges Insolvenzgericht die Eigenverwaltung jedoch auf und bestellte einen Insolvenzverwalter. Ende 2021 gaben die betroffenen SPNV-Aufgabenträger und Abellio bekannt, dass alle von Abellio Rail NRW betriebenen Verkehrsverträge zum 31. Januar 2022 enden. Die betreffenden Linien wurden am 1. Februar 2022 in Rahmen von Notvergaben von den Eisenbahnverkehrsunternehmen DB Regio NRW, National Express und VIAS übernommen. Der Linienbetrieb durch Abellio in Nordrhein-Westfalen endete hiermit nach insgesamt sechzehn Jahren, einem Monat und einundzwanzig Tagen.
Die Schwesterunternehmen Westfalenbahn und Abellio Rail Mitteldeutschland sowie die Servicegesellschaft PTS sind weiterhin aktiv und wurden im Oktober 2024 an BeNEX veräußert. Der Betrieb von Abellio Rail Baden-Württemberg wurde an die SWEG verkauft.

Altes Logo der Abellio Rail NRW

## Liniennetz

### Übersicht
Folgende Netze wurden von Abellio Rail NRW betrieben:
| Name                            | Linien                          | Vertragslaufzeit                             | Aufgabenträger                                         | Vorgängerbetreiber             | Nachfolgebetreiber                             |
| ------------------------------- | ------------------------------- | -------------------------------------------- | ------------------------------------------------------ | ------------------------------ | ---------------------------------------------- |
| Emscher-Ruhrtal-Netz            | RB 40 (nur bis Dez. 2007) RB 46 | Dez. 2005 – Dez. 2019                        | VRR                                                    | DB Regio NRW                   | siehe Ruhr-Sieg-Netz II bzw. S-Bahn Rhein-Ruhr |
| Ruhr-Sieg-Netz I                | RE 16 RB 40 RB 91               | Dez. 2007 – Dez. 2019                        | VRR, ZRL, ZWS (letztere zwei später ersetzt durch NWL) | DB Regio NRW                   | siehe Ruhr-Sieg-Netz II bzw. S-Bahn Rhein-Ruhr |
| S 7 (Der Müngstener)            | S 7                             | Dez. 2013 – Jan. 2022                        | VRR                                                    | DB Regio NRW                   | VIAS                                           |
| Niederrhein-Netz                | RE 19 RB 35                     | Dez. 2016 – Jan. 2022                        | VRR, NWL, Provincie Gelderland                         | DB Regio NRW                   | VIAS                                           |
| RRX (Rhein-Ruhr-Express), Los 1 | RE 1 (RRX) RE 11 (RRX)          | Dez. 2018 (RE11)/Jun. 2020 (RE1) – Jan. 2022 | VRR, NVR, NWL, NVV                                     | DB Regio NRW                   | National Express                               |
| Ruhr-Sieg-Netz II               | RE 16 RB 46 RB 91               | Dez. 2019 – Jan. 2022                        | VRR, NWL                                               | Abellio Rail NRW               | DB Regio NRW                                   |
| S-Bahn Rhein-Ruhr, Los 2        | S 2 S 3 S 9 RB 32 RB 40 RE 49   | Dez. 2019 – Jan. 2022                        | VRR                                                    | DB Regio NRW, Abellio Rail NRW | DB Regio NRW                                   |

### Emscher-Ruhrtal-Netz
Von Dezember 2005 bis Dezember 2019 betrieb die Abellio Rail NRW im Auftrag des Verkehrsverbundes Rhein-Ruhr (VRR) das Emscher-Ruhrtal-Netz in Nordrhein-Westfalen, bestehend aus den Linien RB 40 (Ruhr-Lenne-Bahn) von Essen über Wattenscheid nach Hagen und RB 46 (Glückauf-Bahn) von Bochum über Wanne-Eickel nach Gelsenkirchen.
Auf der Linie RB 46 kamen drei Triebzüge vom Typ Alstom Coradia LINT 41/H zum Einsatz, die im Jahr eine Leistung von 0,4 Millionen Zugkilometern erbringen und sich im Eigentum des Unternehmens befinden. Auf der Linie RB 40 fuhren zunächst Wendezug-Garnituren bestehend aus jeweils einem Steuerwagen, einem n-Wagen und einem m-Wagen, die von einer Lok vom Typ Siemens ES64U2 („Taurus“) gezogen oder geschoben wurden. Die Lokomotiven wurden bei Dispolok angemietet. Diese Züge wurden umgangssprachlich auch als „Abellio Classic“ bezeichnet, was das Unternehmen zwischenzeitlich übernahm. Seit der Integration ins Ruhr-Sieg-Netz am 7. August 2007 wurden Triebfahrzeuge des Typs Stadler Flirt eingesetzt. Die Entscheidung der Gesellschaft, zunächst gebrauchte Fahrzeuge einzusetzen, erklärt sich aus dem Ablauf des Ausschreibungsverfahrens. Abellio erhielt 2004 zunächst einen auf die Jahre 2005 bis 2007 beschränkten Auftrag für die Strecke, so dass eine Anschaffung von neuen Fahrzeugen für die Strecke wirtschaftlich nicht vertretbar war. Erst nachdem nach Ablauf der weiteren Ausschreibung im Sommer 2005 sicher war, dass der Vertrag ab 2007 über zwölf weitere Jahre bis 2019 verlängert werden würde, gab man die neuen Züge in Auftrag. Der Linienname der RB 46 wurde 2008 von „Nokia-Bahn“ in „Glückauf-Bahn“ geändert.
Im Dezember 2007 wurde die RB 40 in das ebenfalls von Abellio Rail NRW neu gewonnene Ruhr-Sieg-Netz integriert, die Linie RB 46 wurde im Dezember 2019 dem Ruhr-Sieg-Netz zugeordnet.
| Linie | Name            | Zuglauf                                                                           | Vertragslaufzeit      | Fahrzeugeinsatz                   |
| ----- | --------------- | --------------------------------------------------------------------------------- | --------------------- | --------------------------------- |
| RB 40 | Ruhr-Lenne-Bahn | Essen – Bochum – Witten – Wetter (Ruhr) – Hagen ab 2007 Teil des Ruhr-Sieg-Netzes | Dez. 2005 – Dez. 2007 | Stadler Flirt                     |
| RB 46 | Glückauf-Bahn   | Gelsenkirchen – Wanne-Eickel Hbf – Bochum Hbf ab 2019 Teil des Ruhr-Sieg-Netzes   | Dez. 2005 – Dez. 2019 | Stadler Flirt Alstom Coradia LINT |

### Ruhr-Sieg-Netz
Nach gewonnener Ausschreibung des Ruhr-Sieg-Netzes übernahm Abellio Rail NRW zum Fahrplanwechsel am 9. Dezember 2007 auch die SPNV-Leistungen im Ruhr-Sieg-Netz. Das Netz beinhaltet neben der zuvor im Emscher-Ruhrtal-Netz enthaltenen RB 40 die Linie RE 16 von Essen über Hagen nach Siegen und Iserlohn, sowie die RB 91 ab Hagen auf derselben Strecke. Die Besonderheit einer Zugteilung in Iserlohn-Letmathe in Richtung Iserlohn (früher RB 56/58) und Siegen hatten RE 16 und RB 91 gemeinsam. Im Ruhr-Sieg-Netz wurden Elektrotriebzüge des Typs Stadler FLIRT eingesetzt, die 3,6 Millionen Zugkilometer pro Jahr fahren. Eigentümer der Flirt-Triebwagen ist die Leasinggesellschaft CB Rail.
Am 5. Dezember 2016 gab der Zweckverband NWL gemeinsam mit dem VRR in einer Pressemitteilung bekannt, dass Abellio Rail NRW das Ruhr-Sieg-Netz nach gewonnener Ausschreibung auch über 2019 hinaus für weitere 15 Jahre betreiben werde. Zum Einsatz sollten weiterhin die bereits eingesetzten und 2015 modernisierten Elektrotriebzüge kommen, die zusätzlich mit einem audiovisuellen Fahrgastinformationssystem ausgestattet werden sollen. Die bislang zum Ruhr-Sieg-Netz gehörende Linie RB 40 wurde in die S-Bahn Rhein-Ruhr integriert und dort auch ab 2019 von Abellio gefahren.
Im Rahmen der vorzeitigen Vertragskündigung zum 31. Januar 2022 werden die Linien RE 16, RB 46 und RB 91 seit dem 1. Februar 2022 von DB Regio NRW betrieben. Aus personellen Gründen stellte Abellio Rail NRW zudem den Betrieb auf der Linie RB 46 zum 17. Januar 2022 ein. Es wurde vorübergehend ein Schienenersatzverkehr mit Bussen angeboten, bis am 19. Februar 2022 im Auftrag von DB Regio NRW wieder Zugfahrten, bis Mitte März 2022 zunächst durch die Wedler Franz Logistik, durchgeführt wurden.
| Linie                                                                | Name              | Zuglauf | Vertragslaufzeit                                                                 | Fahrzeugeinsatz                   |
| -------------------------------------------------------------------- | ----------------- | --- | -------------------------------------------------------------------------------- | --------------------------------- |
| RE 16                                                                | Ruhr-Sieg-Express | Essen – Bochum – Witten – Wetter (Ruhr) – Hagen – Iserlohn-Letmathe (Flügelung) hinterer Triebzug, ab Hagen vorderer Triebzug: – Siegen vorderer Triebzug, ab Hagen hinterer Triebzug: – Iserlohn | Dez. 2007 – Dez. 2019 Dez. 2019 – Jan. 2022 ursprüngliche Laufzeit bis Dez. 2034 | Stadler Flirt                     |
| RB 40                                                                | Ruhr-Lenne-Bahn   | Essen – Bochum – Witten – Wetter (Ruhr) – Hagen bis 2007 Teil des Emscher-Ruhrtal-Netzes, seit 2019 Teil der S-Bahn Rhein-Ruhr                                                                    | Dez. 2007 – Dez. 2019                                                            | Stadler Flirt                     |
| RB 46                                                                | Glückauf-Bahn     | Gelsenkirchen – Wanne-Eickel Hbf – Bochum Hbf bis 2019 Teil des Emscher-Ruhrtal-Netzes | Dez. 2019 – Jan. 2022 ursprüngliche Laufzeit bis Dez. 2034                       | Stadler Flirt Alstom Coradia LINT |
| RB 91                                                                | Ruhr-Sieg-Bahn    | Hagen Hbf – Iserlohn-Letmathe (Flügelung) vorderer Triebzug: – Siegen hinterer Triebzug: – Iserlohn                                                                                               | Dez. 2007 – Dez. 2019 Dez. 2019 – Jan. 2022 ursprüngliche Laufzeit bis Dez. 2034 | Stadler Flirt                     |
| Gesamtlänge: 300 km, Fahrleistung: 4 Millionen Zugkilometer pro Jahr |                   | |                                                                                  |                                   |

### S 7 (Der Müngstener)

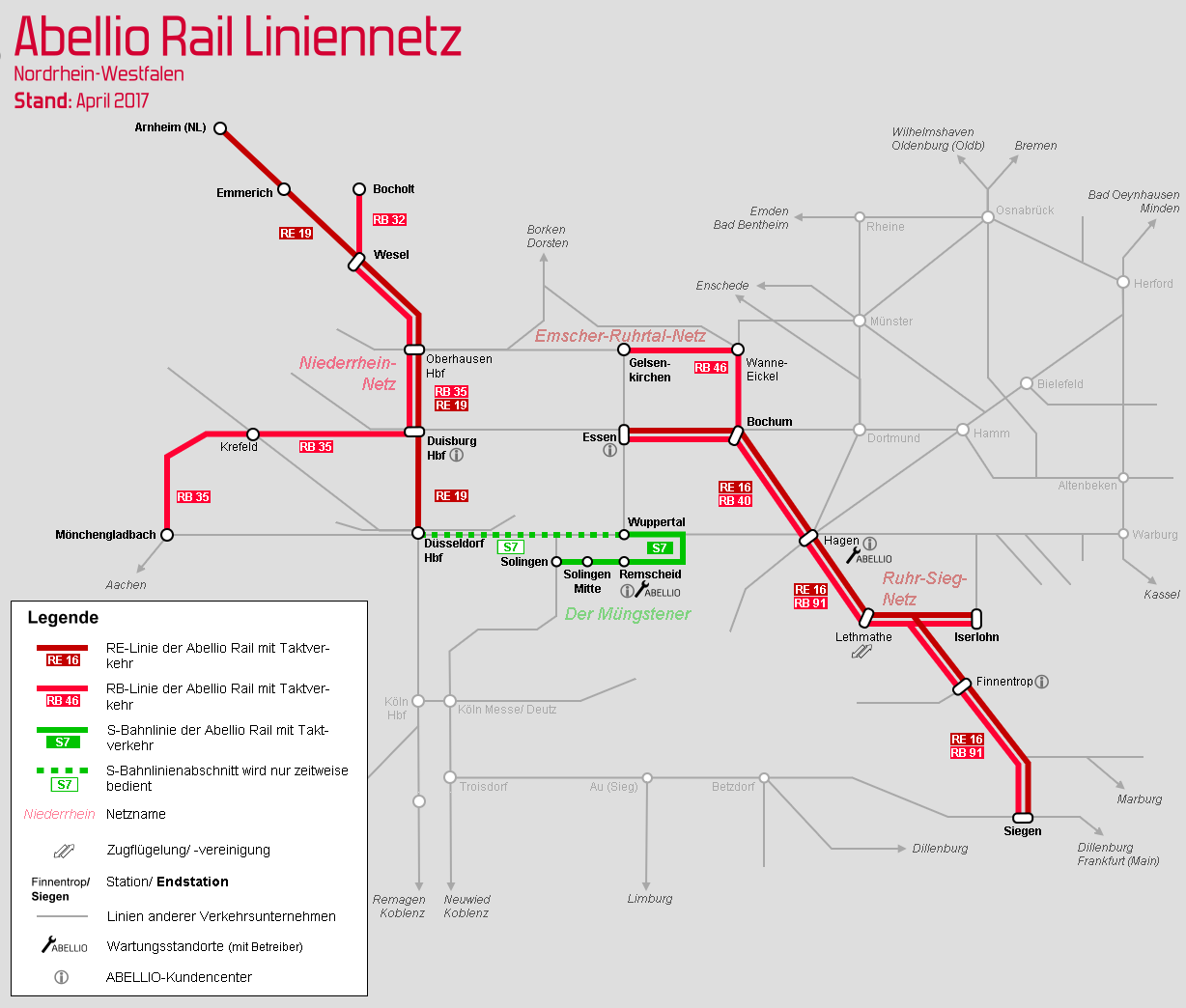
Netz der Abellio Rail NRW GmbH (2017)

Mit dem Fahrplanwechsel im Dezember 2013 übernahm die Abellio Rail NRW mit der S 7 ihre erste S-Bahn-Linie mit 1,6 Millionen Zugkilometern. Der sogenannte Müngstener (früher RB 47 der DB Regio NRW) fuhr von Solingen über Remscheid nach Wuppertal und überquerte dabei auch die Müngstener Brücke, Deutschlands höchste Eisenbahnbrücke. Zusätzlich wurde Düsseldorf in der Hauptverkehrszeit angefahren. Auf der S 7 setzte Abellio Rail NRW die neue Generation der Dieseltriebzüge vom Typ Alstom Coradia LINT 41/H ein.
Im Rahmen der vorzeitigen Vertragskündigung zum 31. Januar 2022 wird die Linie S 7 seit dem 1. Februar 2022 von VIAS Rail betrieben.
| Linie                                                                 | Name           | Zuglauf                                         | Vertragslaufzeit                                           | Fahrzeugeinsatz          |
| --------------------------------------------------------------------- | -------------- | ----------------------------------------------- | ---------------------------------------------------------- | ------------------------ |
| S 7                                                                   | Der Müngstener | Wuppertal – Remscheid – Solingen (– Düsseldorf) | Dez. 2013 – Jan. 2022 ursprüngliche Laufzeit bis Dez. 2028 | Alstom Coradia Lint 41/H |
| Gesamtlänge: 41 km, Fahrleistung: 1,6 Millionen Zugkilometer pro Jahr |                |                                                 |                                                            |                          |

### Niederrhein-Netz
Seit Dezember 2016 betrieb Abellio Rail NRW die Linien RE 19 (Rhein-IJssel-Express) von Düsseldorf über Wesel nach Arnhem und Bocholt, RB 32 (Der Bocholter) von Wesel nach Bocholt und RB 35 (Emscher-Niederrhein-Bahn) von Mönchengladbach über Krefeld und Duisburg nach Wesel. Das Netz hatte einen Leistungsumfang von 2,7 Millionen Zugkilometern pro Jahr.
Abellio Rail NRW bot damit seit April 2017 grenzüberschreitenden Verkehr in die Niederlande an. Für den Betrieb der Strecke setzte Abellio Elektrotriebzüge vom Typ Stadler FLIRT 3 ein, die für den Betrieb in die Niederlande teilweise mit mehreren Stromsystemen ausgerüstet waren (Mehrsystemfahrzeuge). Diese Fahrzeuge sind Eigentum der Aufgabenträger. Auf der nicht elektrifizierten Strecke nach Wesel wurden Dieseltriebzüge des Typs Alstom Coradia LINT eingesetzt.
Zum Fahrplanwechsel im Dezember 2019 wurde die Linie RB 32 in RE 19a umbenannt und die Linie RB 35 ab Oberhausen nach Gelsenkirchen statt Wesel verlegt. Auf dem Abschnitt nach Wesel wurden die Fahrten durch die Linie RE 49 ersetzt.
Seit Juli 2021 fuhr die Linie RE 19a wegen Elektrifizierungsarbeiten im Schienenersatzverkehr, nach Abschluss dieser Arbeiten sollte die Strecke als Flügelzug des RE 19 betrieben werden.
Im Rahmen der vorzeitigen Vertragskündigung zum 31. Januar 2022 werden die Linien RE 19 (inklusive Ast nach Bocholt) und RB 35 seit dem 1. Februar 2022 von VIAS Rail betrieben. Im Rahmen der Betriebsübergabe wurde die Linie RB 35 bereits ab dem 17. Januar 2022 nicht mehr bedient.
| Linie                                             | Name                     | Zuglauf | Vertragslaufzeit                                           | Fahrzeug            |
| ------------------------------------------------- | ------------------------ | --- | ---------------------------------------------------------- | ------------------- |
| RE 19                                             | Rhein-IJssel-Express     | Düsseldorf – Düsseldorf Flughafen – Duisburg – Oberhausen – Wesel – Emmerich – Zevenaar – Arnhem                                | Dez. 2016 – Jan. 2022 ursprüngliche Laufzeit bis Dez. 2028 | Stadler Flirt 3     |
| RE 19a                                            | Der Bocholter            | Wesel – Hamminkeln – Bocholt bis Dez. 2019 als „RB 32“ bezeichnet, seit Juli 2021 wegen Elektrifizierung SEV                    | Dez. 2016 – Jan. 2022 ursprüngliche Laufzeit bis Dez. 2028 | Alstom Coradia LINT |
| RB 35                                             | Emscher-Niederrhein-Bahn | Gelsenkirchen – Essen-Altenessen – Oberhausen – Duisburg – Krefeld – Mönchengladbach bis Dez. 2019 ab Oberhausen von/nach Wesel | Dez. 2016 – Jan. 2022 ursprüngliche Laufzeit bis Dez. 2028 | Stadler Flirt 3     |
| Fahrleistung: 2,7 Millionen Zugkilometer pro Jahr |                          | |                                                            |                     |

### RRX (Rhein-Ruhr-Express)
Im Juni 2015 gaben die zuständigen Aufgabenträger bekannt, dass Abellio Rail NRW das Teillos 1 des neuen Rhein-Ruhr-Express mit 6,2 Millionen Zugkilometern pro Jahr betreiben wird. Dazu gehörten die Linien RE 1 (NRW-Express) von Aachen über Köln nach Hamm (Westfalen) und RE 11 (Rhein-Hellweg-Express) von Düsseldorf über Dortmund nach Kassel, die bisher von DB Regio NRW betrieben worden waren. Der RRX ist das größte Projekt zur Verbesserung des Schienenpersonennahverkehrs in NRW. Da Betrieb und Wartung separat ausgeschrieben wurden, erhielt Siemens den Auftrag für den Bau und die Instandhaltung der neuen Desiro-HC-Elektrotriebzüge. Die ebenfalls ausgeschriebenen Teillose 2 und 3 (Linien RE 4, 5 und 6) werden von dem britischen Anbieter National Express gefahren.
Im Rahmen der vorzeitigen Vertragskündigung zum 31. Januar 2022 werden die Linien RE 1 und RE 11 seit dem 1. Februar 2022 von National Express betrieben. Bereits zum 17. Januar 2022 wurde die Linie RE 11 aus personellen Gründen nicht mehr durch Abellio Rail NRW betrieben. Bis 28. Februar 2022 wurde stattdessen zwischen Essen und Kassel bzw. Paderborn ein Ersatzverkehr durch die TRI Train Rental und die Centralbahn AG angeboten.
| Linie                                             | Name                  | Zuglauf | Vertragslaufzeit                                           | Fahrzeug          |
| ------------------------------------------------- | --------------------- | --- | ---------------------------------------------------------- | ----------------- |
| RE 1 (RRX)                                        | NRW-Express           | Hamm (Westf) – Kamen – Dortmund – Bochum – Essen – Mülheim an der Ruhr – Duisburg – Düsseldorf Hbf – Köln – Düren – Aachen                                         | Jun. 2020 – Jan. 2022 ursprüngliche Laufzeit bis Dez. 2033 | Siemens Desiro HC |
| RE 11 (RRX)                                       | Rhein-Hellweg-Express | Kassel-Wilhelmshöhe – Warburg (Westf) – Altenbeken – Paderborn – Soest – Hamm (Westf) – Kamen – Dortmund – Bochum – Essen – Mülheim (Ruhr) – Duisburg – Düsseldorf | Dez. 2018 – Jan. 2022 ursprüngliche Laufzeit bis Dez. 2033 | Siemens Desiro HC |
| Fahrleistung: 6,2 Millionen Zugkilometer pro Jahr |                       | |                                                            |                   |

### S-Bahn Rhein-Ruhr
Zum 7. Juli 2016 gab der Verkehrsverbund Rhein-Ruhr (VRR) bekannt, dass Abellio das Teillos 2 der Ausschreibung des S-Bahn-Netzes an Rhein und Ruhr gewonnen habe. So wurden die Linien S 2, S 3, S 9, RB 32, RB 40 und RE 49 seit Dezember 2019 von Abellio mit Fahrzeugen des Typs Stadler Flirt 3 in einem unternehmensneutralen VRR-Design betrieben. Die Linie RB 32 ersetzte im neuen Konzept den ehemaligen Ast der Linie S 2 nach Duisburg, während die Linie RE 49 den Abschnitt Wesel–Oberhausen der Linie RB 35 und die dritte Fahrt in der Stunde der Linien S 3 und S 9 zwischen Oberhausen und Wuppertal ersetzte. Die Linie S 9 wurde im Rahmen der Neuausschreibung von Wuppertal nach Hagen verlängert, wo sie eine Fahrt der Linie S 8 (DB Regio NRW) ersetzte, und erhielt von Bottrop einen zweiten Ast nach Recklinghausen.
Im Rahmen der vorzeitigen Vertragskündigung zum 31. Januar 2022 werden die Linien S 2, S 3, S 9, RB 32, RB 40 und RE 49 seit dem 1. Februar 2022 von DB Regio NRW betrieben. Ab dem 10. Januar 2022 bediente Abellio nur noch einen Notfallfahrplan, die Linie RE 49 wurde nicht mehr bedient. Aus personellen Gründen stellte Abellio Rail NRW auf der Linie RB 40 bereits zum 8. Januar 2022 den Betrieb ein. Es wurde bis zum 1. März 2022 ein Ersatzverkehr durch die TRI Train Rental durchgeführt.
| Linie                                             | Name                 | Zuglauf | Vertragslaufzeit                                           | Fahrzeugeinsatz    |
| ------------------------------------------------- | -------------------- | --- | ---------------------------------------------------------- | ------------------ |
| S 2                                               | S-Bahn Rhein-Ruhr    | Dortmund – Castrop-Rauxel – Herne (– Recklinghausen) und (– Gelsenkirchen – Essen) | Dez. 2019 – Jan. 2022 ursprüngliche Laufzeit bis Dez. 2034 | Stadler Flirt 3 XL |
| S 3                                               | S-Bahn Rhein-Ruhr    | Hattingen – Bochum-Dahlhausen – Essen – Mülheim an der Ruhr – Oberhausen | Dez. 2019 – Jan. 2022 ursprüngliche Laufzeit bis Dez. 2034 | Stadler Flirt 3 XL |
| S 9                                               | S-Bahn Rhein-Ruhr    | (Recklinghausen – Herten –) und (Haltern am See – Marl Mitte – Gelsenkirchen-Buer Nord –) Gladbeck West – Bottrop – Essen – Velbert-Langenberg – Wuppertal (– Schwelm – Gevelsberg – Hagen) | Dez. 2019 – Jan. 2022 ursprüngliche Laufzeit bis Dez. 2034 | Stadler Flirt 3 XL |
| RB 32                                             | Rhein-Emscher-Bahn   | Dortmund – Castrop-Rauxel – Herne – Gelsenkirchen – Essen-Altenessen – Oberhausen – Duisburg                                                                                                | Dez. 2019 – Jan. 2022 ursprüngliche Laufzeit bis Dez. 2034 | Stadler Flirt 3 XL |
| RB 40                                             | Ruhr-Lenne-Bahn      | Hagen – Wetter (Ruhr) – Witten – Bochum – Essen bis 2019 Teil des Emscher-Ruhrtal-Netzes bzw. Ruhr-Sieg-Netzes                                                                              | Dez. 2019 – Jan. 2022 ursprüngliche Laufzeit bis Dez. 2034 | Stadler Flirt 3 XL |
| RE 49                                             | Wupper-Lippe-Express | Wesel – Oberhausen – Mülheim an der Ruhr – Essen – Velbert – Wuppertal | Dez. 2019 – Jan. 2022 ursprüngliche Laufzeit bis Dez. 2034 | Stadler Flirt 3 XL |
| Fahrleistung: 7,1 Millionen Zugkilometer pro Jahr |                      | |                                                            |                    |

## Betriebswerkstätten
Die Betriebswerkstatt für die Züge des Ruhr-Sieg-Netzes und der S 7 befanden sich im Hagener Stadtteil Eckesey. Daneben unterhielt Abellio Rail NRW auch einen Betriebshof mit angeschlossenem Kundencenter am Remscheider Hbf. Das Bahnbetriebswerk für das Niederrhein-Netz wurde am 2. März 2017 nach einjähriger Bauzeit in Duisburg in der Nähe des dortigen Hauptbahnhofs eröffnet. Es hat eine Fläche von 5000 Quadratmetern und eine zweigleisige Halle mit einer Länge von 106 m. Die Baukosten betrugen rund 15 Millionen Euro. In Duisburg werden die Flirt-Triebzüge für das Niederrhein-Netz unterhalten.
Die Betriebswerke in Duisburg und Hagen wurden im Februar 2022 im Zuge der Abellio-Insolvenz von Vias Rail übernommen.
Das Betriebswerk in Duisburg wurde vom VRR gekauft.

## Weitere Informationen
Der Firmensitz der Abellio Rail GmbH befindet sich in der Hagener Innenstadt in der Körnerstraße. Das Unternehmen betrieb Schienenpersonennahverkehr im Auftrag der SPNV-Aufgabenträger Verkehrsverbund Rhein-Ruhr (VRR), Zweckverband Nahverkehr Westfalen-Lippe (NWL), Nahverkehr Rheinland (NVR) und Nordhessischer Verkehrsverbund (NVV) sowie der niederländischen Provinz Gelderland.